# Else Roesdahl

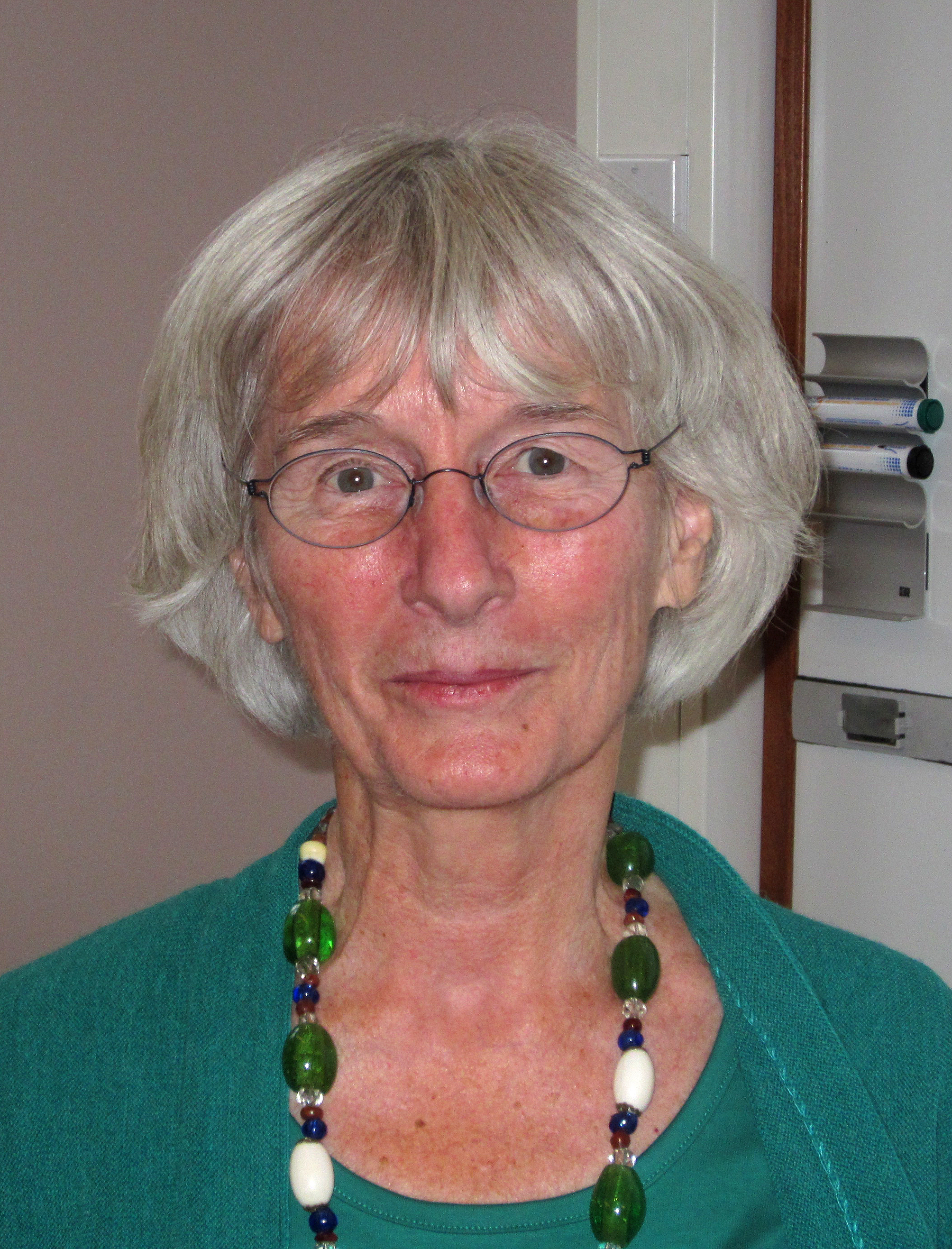
Else Roesdahl, 2012

Else Roesdahl (* 26. Februar 1942 in Sønderborg) ist eine dänische Historikerin, Archäologin, Hochschullehrerin und Schriftstellerin, die 1988 den Søren-Gyldendal-Preis erhielt und vor allem durch ihre Forschungen und Bücher über die Wikingerzeit bekannt wurde.

## Leben
Die Tochter eines Arztehepaares wuchs in Sønderjylland auf und begann nach dem Abitur an der Sønderborg Statsskole 1960 ein Studium der Geschichte im Hauptfach und nordischer Archäologie im Nebenfach an der Universität Kopenhagen, das sie 1969 mit einem Magister abschloss. Anschließend war sie mit Unterstützung eines Stipendiums mehrere Jahre Mitarbeiterin an der Universität Aarhus und nahm 1977 als Mitarbeiterin von Professor Olaf Olsen an einer umfassenden Untersuchung der Wikingerburg Fyrkat in Hobro teil. Im Anschluss arbeitete sie an der literarischen Darstellung dieser Untersuchung mit, die 1977 unter dem Titel Fyrkat erschien. Während Olsen im ersten Teil der Abhandlung den militärischen Aspekt der Wikingerburg darstellte, verfasste sie den anderen Teil Oldsagerne og gravpladsen, der die Bedeutung von Fyrkat und anderer Wikingerburgen als königliche Verwaltungszentren darstellte und deren Prestige für die Macht der Könige durch den großen Materialverbrauch unterstrich.
1980 erschien Roesdahls erster Bestseller Danmarks vikingetid, der das bis dahin führende Standardwerk von Johannes Brøndsted Vikingerne (1960) in seiner Bedeutung ablöste, insbesondere wegen der danach stattgefundenen Ausgrabungen und Materialfunde. Das Buch erschien in sechs Auflagen und wurde in die englische, polnische, italienische und finnische Sprache übersetzt.
1981 wurde sie zunächst Lektorin und später Dozentin im Fach Mittelalterarchäologie an der Universität Aarhus. Zwischen 1981 und 1985 war sie dabei die erste festangestellte Lehrerin der Universität Aarhus im Fach Mittelalterarchäologie. Daneben verfasste sie zahlreiche Artikel über die Wikingerzeit und das Mittelalter in Fachzeitschriften sowie weitere Fachbücher. Darin befasste sie sich mit Personen und Sachthemen wie den Wikingerkönig Hemming, das Gebiet Danelag, den Ruheort Walhall, den Tafeln aus Walknochen und den Siedlern der Grænlendingar.
Außerdem organisierte sie auch nationale und internationale Ausstellungen über die Wikingerzeit wie zum Beispiel in York mit dem Titel Vikingerne i England og hjemme i Danmark (1981–82). Darüber hinaus übernahm sie zahlreiche akademische Ehrenämter und war nicht nur von 1984 bis 1992 Mitglied des Denkmalrates, sondern von 1988 bis 1990 auch des Archäologischen Komitees. Für ihre Forschungen und Veröffentlichungen während dieser Zeit erhielt sie 1988 den Søren-Gyldendal-Preis und empfing außerdem 1992 das Ritterkreuz des Dannebrog-Ordens.
Große Aufmerksamkeit erhielt sie durch die Wanderausstellung Viking og Hvidekrist, die im Grand Palais in Paris begann und nach dem Alten Museum in Berlin und zuletzt von 1992 bis 1993 im Dänischen Nationalmuseum zu sehen war. Die dabei gezeigten 617 Objekte aus über 80 Sammlungen und 15 Ländern beleuchteten nahezu alle Aspekte der mittelalterlichen Kultur im Zeitraum von 800 bis 1200. Sie war dabei nicht nur Managerin der Wanderausstellung, sondern auch maßgeblich an der Erstellung des mehr als 400 Seiten umfassenden Ausstellungskataloges beteiligt, der durch Artikel führender Fachleute ergänzt wurde. Nach dem Abschluss der Ausstellung organisierte sie gemeinsam mit dem dänischen Literaturwissenschaftler Preben Meulengracht Sørensen eine Wissenschaftliche Konferenz zum Thema Den nordiske fortid i europæisk kultur, die sich mit der nordischen Geschichte und deren Bedeutung für die Kultur Europas beschäftigte.
1995 erschien das kleine, aber zum Nachdenken anregende Buch Hvalrostand, elfenben og nordboere i Grønland, das sich mit den wirtschaftlichen Aspekten der Wikingerzeit und dem Verschwinden der Normannen befasste. 1995 verlieh ihr das Trinity College in Dublin einen Ehrendoktor.
1996 nahm sie schließlich den Ruf auf eine Professur für Mittelalter- und Renaissancearchäologie an der Universität Aarhus an. Im gleichen Jahr gab sie The Waking of Angantyr heraus, das die Vorträge aus dem Symposium Den nordiske fortid i europæisk kultur beinhaltete. 1999 folgte die Veröffentlichung von Dagligliv i Danmarks middelalder.
2022 wurde sie zum Mitglied der Academia Europaea gewählt.